# Enrichetto Virginio Natta
Enrichetto Virginio Natta (Casale Monferrato, 10 gennaio 1701 – Alba, 29 giugno 1768) è stato un cardinale e vescovo cattolico italiano.

## Biografia
Secondo di dieci figli di Gerolamo e Luciana Matilde Ignazia Pelletta Mesturelli, Raffaele Francesco Natta nacque a Casale Monferrato il 10 gennaio 1701.
Il padre, rimasto vedovo, ed uno dei fratelli entrarono nell'ordine domenicano. Anche Raffaele Francesco, compiuti gli studi primari, entrò nell'ordine di san Domenico, assumendo il nome religioso di Enrichetto Virginio. Ottenne il titolo di magister in teologia il 9 marzo 1747.
Fu ordinato sacerdote il 15 giugno 1726. Teologo consultore dell'Inquisizione di Modena, professore di teologia all'università di Torino nel 1739, divenne provinciale di Lombardia del suo ordine.
Il 22 luglio 1750 fu eletto vescovo di Alba; ricevette la consacrazione episcopale dalle mani del cardinale Carlo Alberto Guidobono Cavalchini il 25 luglio 1750 nella chiesa dei Santi Domenico e Sisto a Roma.
Fu creato cardinale-presbitero da papa Clemente XIII nel concistoro del 23 novembre 1761. Tuttavia, non si recò mai a Roma per l'assunzione del titolo cardinalizio.
Morì il 29 giugno 1768 ad Alba. I suoi resti riposano nella cattedrale cittadina.

## Genealogia episcopale e successione apostolica
La genealogia episcopale è:
- Cardinale Scipione Rebiba
- Cardinale Giulio Antonio Santori
- Cardinale Girolamo Bernerio, O.P.
- Arcivescovo Galeazzo Sanvitale
- Cardinale Ludovico Ludovisi
- Cardinale Luigi Caetani
- Cardinale Ulderico Carpegna
- Cardinale Paluzzo Paluzzi Altieri degli Albertoni
- Papa Benedetto XIII
- Cardinale Carlo Alberto Guidobono Cavalchini
- Cardinale Enrichetto Virginio Natta, O.P.

La successione apostolica è:
- Arcivescovo Giuseppe Maria Incisa Beccaria (1764)